# Ett litet rött paket
Ett litet rött paket (med vita snören...) är en julsång med text och musik av Owe Thörnqvist. 
Owe Thörnqvist sjöng själv in sången på grammofonskiva 1957, men den blev en riktigt stor hitlåt först 1963 när Sven-Ingvars spelade in den.
Texten utspelar sig i Thörnqvists födelsestad Uppsala, bland annat omnämns Ofvandahls konditori. Owe Thörnqvist och Sven-Ingvars sjöng dock olika i texten. Owe Thörnqvist sjöng När ljusen tändas i december månad medan Sven-Ingvars ursprungligen sjöng När ljusen tändas i februari månad.
2008 spelades låten in av Lasse Stefanz på julalbumet Svängjul.